# Hesperilla furva
The Grey Sedge-skipper (Hesperilla furva) là một loài bướm ngày thuộc họ Hesperiidae. Nó là loài đặc hữu của Queensland.
Sải cánh dài khoảng 30 mm.
Ấu trùng ăn Scleria sphacelata and Scleria mackaviensis. They create a shelter with leaves of their host. Pupation takes place inside this shelter.